# Igreja da Intercessão da Santa Mãe de Deus (Niterói)
A Igreja da Intercessão da Santíssima Theotokos é um pequeno templo da Diocese de Caracas e América do Sul da Igreja Ortodoxa Russa fora da Rússia, localizado na cidade de Niterói, região metropolitana do estado do Rio de Janeiro. Atualmente, sob a jurisdição eclesiástica da não-canônica Igreja Ortodoxa Russa no Exterior - Sínodo do Metropolita Agafângelo.